# Martjärnen (Nås socken, Dalarna)
Martjärnen är en sjö i Vansbro kommun i Dalarna och ingår i Dalälvens huvudavrinningsområde.